# Droga międzynarodowa M08 (Ukraina)
Droga międzynarodowa M08 (ukr. Автомагістраль M 08, Автошлях М 08) − droga na Ukrainie w ciągu trasy europejskiej E58, na terenie obwodu zakarpackiego.
Jest to obwodnica Użhorodu, prowadząca do granicy ze Słowacją. Długość trasy wynosi 17,1 km, a po uwzględnieniu łącznika do terminalu towarowego na przejściu granicznym zwiększa się do 18,2 km.

## Trasy europejskie
Magistrala leży w ciągu tras europejskich E50 i E58.